# Покощівка

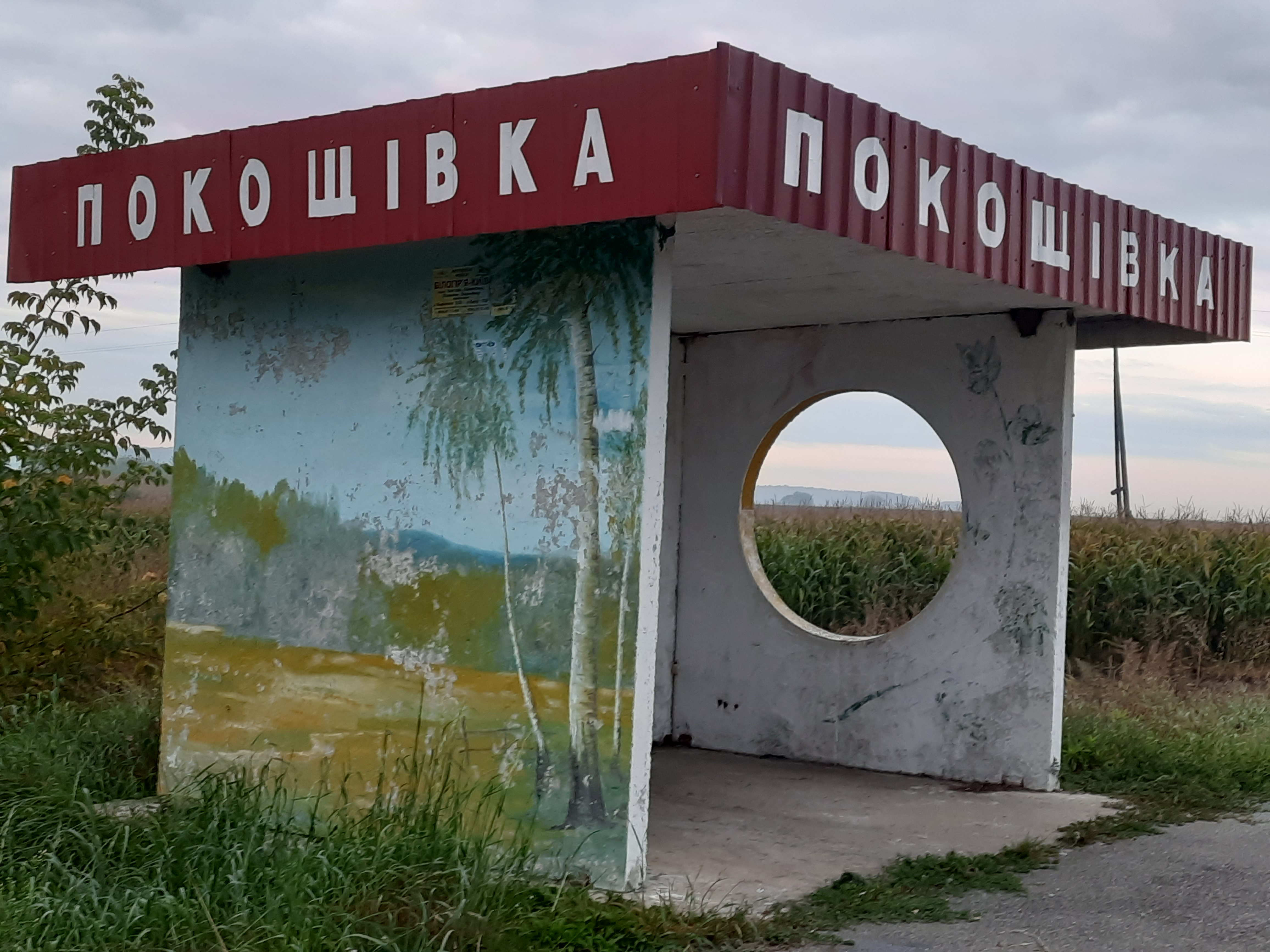
Автобусна зупинка

Покощі́вка — село в Україні, у Ізяславській міській громаді Шепетівського району Хмельницької області. Населення становить 284 особи.

## Географія
Селом протікає річка Видава і впадає у річку Горинь.

## Історія
У 1906 році село Білогородської волості Ізяславського повіту Волинської губернії. Відстань від повітового міста 17 верст, від волості 5. Дворів 104, мешканців 638.
7 (20) листопада 1917 року, відповідно до Третього Універсалу Української Центральної Ради, увійшло до складу Української Народної Республіки.
12 червня 2020 року, відповідно до розпорядження Кабінету Міністрів України № 727-р «Про визначення адміністративних центрів та затвердження територій територіальних громад Хмельницької області», увійшло до складу Ізяславської міської територіальної громади.
19 липня 2020 року, в результаті адміністративно-територіальної реформи та ліквідації Ізяславського району, село увійшло до складу новоутвореного Шепетівського району

## Уродженці
- Микола Костик - громадський і політичний діяч, правник.